# Aubevoye

Aubevoye este o comună în departamentul Eure, Franța. În 1 ianuarie 2018 avea o populație de 4.936 de locuitori.